# Bröthen
Bröthen település Németországban, Schleswig-Holstein tartományban. Lakosainak száma 318 fő (2023. december 31.).

## Népesség
A település népességének változása:
| Lakosok száma | 209  | 275  | 304  | 318  | 333  | 313  | 318  |
|               | 1975 | 2014 | 2017 | 2019 | 2021 | 2022 | 2023 |